# Фридрих Незнански
Фридрих Евсеевич Незнански (на руски: Фридрих Евсеевич Незнанский) е руски писател от Беларус, автор на произведения в жанра криминален роман.

## Биография и творчество

### Съветски съюз
Фридрих Евсеевич Незнански е роден на 27 септември 1932 г. в Журавичи, Гомелска област, Беларус. Детството му протича в Москва и Свердловск. Завършва гимназия в Митишчи. По време на Втората световна война е евакуиран в района на Урал, а през 1948 г. се завръща със семейството си в Москва. В периода 1950 – 1954 г. учи право в Московския юридически институт.
След дипломирането си до 1957 г. работи като следовател в районите на Староминск и Тихорецк в Краснодарския край. Връщайки се в Москва работи като секретар на Научния институт по строителство на Госплан, а после като съдебен изпълнител на Свердловския район. В периода 1960 – 1969 г. работи в Московската градска прокуратура, а в периода 1969 – 1977 г. е член на Московската колегия на адвокатите.
Заедно с работата си от 1960 г. до 1977 г. публикува разкази, фейлетони и статии във вестник „Комсомолская правда“.

### В чужбина
На 27 септември 1977 г. емигрира в САЩ, където живее до 1985 г. В началото работи неквалифицирана работа като пазач, а след това като преподавател в Колумбийския, Харвардския и Нюйоркския университети.
Пише монографии, работи към Радио „Свобода“ и като журналист към 3 емигрантски вестника. Става член на Народно-трудовия съюз на руските солидаристи (НТС). През 1985 г. се преселва във Франкфурт и работи във вестник „Посев“ в центъра на НТС.
Писателската му кариера стартира с детективските романи „Журналист за Брежнев“ (1981) и „Червеният площад“ (1983), които пише с писателя Едуард Топол. Те веднага стават бестселъри в класациите на САЩ, Великобритания, Франция и Германия. След тях той поема самостоятелен път. През 2004 г. романът „Червеният площад“ е екранизиран в едноименния филм с участието на Андрей Соколов и Елена Полякова. Става много популярен с криминалната серия „Маршът на Турецки“.
Произведенията на писателя са преведени на 12 езика по света. В Съветския съюз и Русия са публикувани след Перестройката.
Фридрих Незнански умира на 13 февруари 2013 г. в Гармиш-Партенкирхен, Германия.

## Произведения

### Самостоятелни романи
- Журналист для Брежнева (1981)
- Красная площадь (1983)

### Серия „Маршът на Турецки“ (Марш Турецкого)
1. Ярмарка в Сокольниках (1992)
Черният квадрат, изд.: „Атика“, София (2001), прев. Минка Златанова
2. Операция „Фауст“ 
Операция „Фауст“, изд.: „Атика“, София (1994), прев. Марин Гинев
3. Ящик Пандоры (1991)
Кутията на Пандора, изд.: „Атика“, София (1992), прев. София Бранц
4. Направленный взрыв
Насочен взрив, изд.: „Атика“, София (1998), прев. Арманд Басмаджиян
5. Синдикат киллеров
6. Кровная месть
Кръвно отмъщение, изд.: „Атика“, София (1996), прев. Георги Марков
7. Частное расследование
8. Первая версия (1995)
Първата версия, изд.: „Атика“, София (1997), прев. Георги Марков
9. Девочка для шпиона
10. Ошибка президента
Грешката на президента, изд.: „Атика“, София (1998), прев. Марин Гинев
11. Плутоний для „Иисуса“
Плутоний за „Исус“, изд.: „Атика“, София (1998), прев. Минка Златанова
12. Оборотень
Килър, изд.: „Атика“, София (1999), прев. Венета Георгиева
13. Опасное хобби
Опасно хоби, изд.: „Атика“, София (1998), прев. Венета Козарева
14. Контрольный выстрел
Контролен изстрел, изд.: „Атика“, София (2002), прев. Венета Георгиева
15. Ночные волки
Нощни вълци, изд.: „Атика“, София (2001), прев. Марин Гинев
16. Кто стреляет последним
17. Последний маршал
Последният маршал, изд.: „Атика“, София (2000), прев. Минка Златанова
18. Король казино
Кралят на казиното, изд.: „Атика“, София (1999), прев. Минка Златанова
19. Бархатный губернатор
Кадифеният губернатор, изд.: „Атика“, София (2000), прев. Венета Георгиева
20. Секретная сотрудница
Секретна сътрудничка, изд.: „Атика“, София (2000), прев. Венета Георгиева
21. На исходе последнего часа
Късните новини, изд.: „Атика“, София (1998), прев. Минка Златанова
22. Отмороженный
Отписаният, изд.: „Атика“, София (1998), прев. Венета Георгиева
23. Выбор оружия
Избор на оръжие, изд.: „Атика“, София (2000), прев. Минка Златанова
24. Заговор генералов
25. Операция „Кристалл“
Операция „Кристал“, изд.: „Атика“, София (2000), прев. Ася Тодорова
26. Игра по-крупному
Голямата игра, изд.: „Атика“, София (2000), прев. Венета Георгиева
27. Гонцы смерти
28. Опасно для жизни
Опасно за живота, изд.: „Атика“, София (2002), прев. Марин Гинев
29. Убийство на Неглинной
Третата сила, изд.: „Атика“, София (2002), прев. Венета Георгиева
30. Грязные игры
31. Ошейники для волков
32. Чёрные банкиры
Черните банкери, изд.: „Атика“, София (2005), прев. Венета Георгиева
33. Шестой уровень
34. Картель правосудия
Картелът на правосъдието, изд.: „Атика“, София (2001), прев. Венета Георгиева
35. Убить ворона
Ад под небето, изд.: „Атика“, София (2001), прев. Венета Георгиева
36. …и дай умереть другим
37. …имеются человеческие жертвы
38. Сегодня – ты, а завтра…
Днес ти, а утре..., изд.: „Атика“, София (2003), прев. Венета Георгиева
39. Ищите женщину!
40. Прокурор по вызову
Гола афера, изд.: „Атика“, София (2003), прев. Марин Гинев
41. Лекарство для покойника
42. Кто правит бал
43. Цена жизни – смерть
44. Большая зачистка
45. Убей, укради, предай
46. Просроченная виза
47. Золотой выстрел
48. Договор с дьяволом
49. Список ликвидатора
50. Госпожа сумасбродка
51. Криминальные прогулки
Обявена за издирване, изд.: „Атика“, София (2004), прев. Минка Златанова
52. Героиновая пропасть
Хероиновата пропаст, изд.: „Синтаксис“, София (2009), прев.
53. Пуля для полпреда
54. Убийство в состоянии аффекта
Афект, изд.: „Атика“, София (2003), прев. Минка Златанова
55. Предчувствие беды
56. Москва-Сити
Москва сити, изд.: „Атика“, София (2003), прев. Светлана Димитрова
57. Поражающий агент
58. Возвращение в Сокольники
59. Убийственные мемуары
60. Неделя длинных ножей
61. Расчёт пулей
62. Заложник
63. Ночной снайпер
64. Убийственная красота
Убийствена красота, изд.: „Атика“, София (2005), прев. Светлана Димитрова
65. Большое кольцо
66. Вынужденное признание
67. Умная пуля
Умният куршум, изд.: „Атика“, София (2004), прев. Венета Козарева
68. Принцип домино
Ефектът на доминото, изд.: „Атика“, София (2005), прев. Светлана Димитрова
69. Звонок другу
Обади се на приятел, изд.: „Атика“, София (2005), прев. Минка Златанова
70. Платиновая карта
Платинената карта, изд.: „Атика“, София (2006), прев. Ленко Веселинов
71. Живая бомба
Камикадзе, изд.: „Атика“, София (2005), прев. Ленко Веселинов
72. Глаза зверя
73. Меморандум киллеров
74. Прощай, генерал… Прости!
75. Возмездие
76. Закон бумеранга
77. Опасный пиар
78. Факир против мафии
79. Тень Сохатого
80. След „чёрной вдовы“
81. Честный акционер
82. Рекламная любовь
83. Царица доказательств
84. Взятка по-чёрному
85. Бубновый валет
86. Формула смерти
87. Объект закрытого доступа
88. Опасное семейство
89. Пермская обитель
90. Инкубатор для шпионов
91. Дальняя командировка
92. Деликатное поручение
93. Чужие деньги
94. Пуля для следователя
95. Петербургское „дело“
96. Семейное дело
97. Окончательный расчёт
98. Исполняющий обязанности
99. Алмазный маршрут
100. Крыша для Насти
101. Падение звезды
102. Дурная слава
103. Виновник торжества
104. Болезнь претендента
105. Страсти по-губернаторски
106. Месть в конверте
107. Миллионщица
108. Убийство за кулисами
109. Уходящая натура
110. Молчать, чтобы жить
111. Волга впадает в Гудзон
112. Последнее слово
113. Чёрная ночь Назрани
114. Свой против своих
115. Операция „Сострадание“
116. Непотопляемый
117. Засекреченный свидетель
118. Восточный проект
119. Криминальное наследство
120. Жестокая схватка
121. Финиш для чемпионов
122. Алмазная королева
123. Тополиный пух
124. Интервью под прицелом
125. Возьми удар на себя
126. … и грянул гром
127. Золотой архипелаг
128. Обыкновенная жадность
129. Сенсация по заказу
130. Прощение славянки
131. Смертельный лабиринт
132. Кровные братья
133. На Большом Каретном
134. Похищение казачка
135. Встретимся в суде
136. Горький привкус победы

### Серия „Завръщането на Турецки“ (Возвращение Турецкого)
1. Заложники дьявола
2. Африканский след
3. Пробить камень
4. Чёрный амулет
5. Трое сыщиков, не считая женщины
6. Черные волки, или Важняк под прицелом
7. Цена любви
8. По закону „Триады“
9. Взлетная полоса
10. Иногда Карлсоны возвращаются
11. Уйти от себя…
12. Золото дикой станицы
13. Забыть и выжить
14. Вспомнить себя
15. Грязная история
16. Любители варенья
17. Долг самурая
18. Продолжение следует, или Воронежские страдания
19. Продолжение следует, или Наказание неминуемо
20. Мировая девчонка
21. Серьёзные люди
22. Шоу для богатых
23. Никто не хотел убивать
24. Последняя роль
Прощална роля, изд.: “Ера“, София (2010), прев. Ива Николова
25. Глаза зверя
26. Страшный зверь
27. Ловушка для Чёрного Рейдера
28. Сезон охоты на коллекционеров
29. Игры для взрослых
30. Близкий свет
31. Имя убийцы
32. Модельный дом
33. Тигровая шкура, или Пробуждение Грязнова
34. Место преступления
35. Клуб неверных мужчин
36. Стрельба по „Радуге“
37. Побег с оборотнем
38. Восемь трупов под килем
39. Считалка для утопленниц
40. Дело чести генерала Грязнова
41. Чисто астраханское убийство
42. Провинциальный детектив
43. Опасное решение

### Серия „Детективи“ (Сыщики)
1. Вкус денег
Вкусът на парите, изд.: „Синтаксис“, София (2008), прев. Денис Коробко
2. Кровавый песок
Кървав пясък, изд.: „Атика“, София (2002), прев. Минка Златанова, Марин Гинев
3. Мертвый сезон в агентстве „Глория“
4. Репетиция убийства
Тайните на елита, изд.: „Атика“, София (2003), прев. Венета Георгиева

### Серия „Агенция "Глория” (Агентство „Глория“)
1. У каждого свое зло
2. Конец фильма
3. Кровавый чернозём
4. „Заказ“ на конкурента
5. Незримая паутина
Невидимата паяжина, изд.: „Атика“, София (2003), прев. Весела Ботева
6. Меткий стрелок
7. По живому следу
8. Игра на опережение
Играта на олигарсите, изд.: „Атика“, София (2007), прев. Минка Златанова
9. Угрюмый город
10. Славянский кокаин
11. Тройная игра
12. Требуются детективы
13. Мечта скинхеда
14. Штрафной удар
15. Ледяные страсти
16. Падший ангел
17. Профессионалы
18. Заснувший детектив
Заспалият детектив, изд.: „Атика“, София (2006), прев. Минка Златанова
19. Братва для Полковника
20. Гении исчезают по пятницам
21. Имя заказчика неизвестно
22. Тузы и шестёрки
23. Отложенное убийство
24. Комфорт гарантируется
25. Хочу увидеть океан

### Серия „Господин адвокат“ (Господин адвокат)
1. Свиданий не будет
2. Кто есть кто
3. Перебежчик
4. Стая бешеных
5. Когда он проснется…
6. Гейша
7. Абонент недоступен
8. Осужден и забыт
9. Месть предателя
10. Я – убийца
Безнадежден случай, изд.: „Атика“, София (2002), прев. Марин Гинев
11. Сибирский спрут
Сибирската мафия, изд.: „Атика“, София (2007), прев. Венета Георгиева
12. Московский Бродвей
13. Смертельные акции
Папараци, изд.: „Атика“, София (2003), прев. Светлана Димитрова
14. В состоянии необходимой обороны
15. Чеченский след
16. Степень покорности
17. Лечь на амбразуру
18. Олимпийский чемпион
19. Главный свидетель
20. Золотой омут
21. Кандидат на убийство
22. Чёрный пиар
23. Опоздать на казнь
24. Горячий лёд
25. Клуб смертельных развлечений
26. Профессиональный свидетель
27. Одержимость
28. Запоздалый приговор
29. Смертельный треугольник
30. Последняя роль неудачника
31. Крайняя необходимость
32. Высший класс

### Серия „Без право на грешка“ (Без права на неудачу)
1. По агентурным данным
2. Борт С-747 приходит по расписанию
3. Объявляется посадка на рейс…

### Серия „Радузнавателна служба“ (Служба внешней разведки)
1. Начало охоты, или Ловушка для Шеринга
2. Конец игры, или личные счёты Кремнёва
3. Операция „Сочельник“
4. Человек-тень, или Час „икс“ для Кремнёва
5. Под солнцем Рио, или Операция „Узник“
6. Оружейный барон, или Римские каникулы Кремнёва
7. „Все на выборы“, или Пуля для сутенёра
8. „Убийственная“ вдова, или Бумажные дела Кремнёва

### Екранизации
- 1992 Чёрный квадрат – по романа „Ярмарка в Сокольниках“
- 2000 Марш Турецкого – ТВ сериал, по поредицата
- 2004 Красная площадь – ТВ сериал, по романа
- 2008 Непобедимый – по романа „Начало охоты, или Ловушка для Шеринга“